# Richard Holdsworth
Richard Holdsworth (Newcastle upon Tyne, 1590 – 1649) è stato un religioso e teologo inglese. Di fede calvinista, fu membro dell'Assemblea di Westminster e Master dell'Emmanuel College dal 1637 al 1643.

## Biografia
Figlio di Richard Holdsworth, vicario di Newcastle upon Tyne, dopo la morte del padre venne cresciuto ed educato da uno zio materno, William Pearson, curato e lecturer locale, il quale instillò in lui un moderato calvinismo. Dalla locale scuola di grammatica si trasferì al St John's College di Cambridge, dove venne ammesso in qualità di studente il 2 novembre 1607. Qui ottenne il bachelor of arts nel 1610 e divenne fellow il 20 marzo 1613. Nel 1617 venne ordinato diacono e subito dopo ministro della fede nella Cattedrale di Peterborough, nello stesso anno ottenne il Master of Arts e fu nominato come uno dei predicatori di Cambridge.
Divenne cappellano di Sir Henry Hobart, I baronetto, il quale gli concesse una prebenda nello Yorkshire, che Holdsworth preferì scambiare con il rettorato della chiesa parrocchiale londinese di St Peter le Poer, che dal 1624 sarebbe diventata la sua abitazione per tutto il resto della sua vita. Nel 1622 ottenne il Bachelor of Divinity e nel 1629 divenne professore di teologia presso il Gresham College.
Ben presto divenne piuttosto celebre in tutta Cambridge sia come tutore che come predicatore, in particolare fu tutore del futuro parlamentare e celebre antiquario, Sir Simonds d'Ewes, I baronetto. La sua capacità di insegnante venne elogiata pubblicamente persino da un avversario politico di Sir d'Ewes e del calvinismo, il futuro arcidiacono di Salisbury William Sancroft. Particolarmente apprezzato era il nuovo "curriculum di studi" ideato da Holdsworth, che egli lasciò nel suo piccolo memoriale dal titolo Directions for students in the university. Al posto del tradizionale percorso di studi delle università di epoca elisabettiana, composto da un passaggio progressivo annuale di materia in materia, dalla grammatica, alla logica e infine alla retorica, il curriculum di Holdsworth prevedeva un programma misto giornaliero di materie, a partire dalle lezioni mattutine di logica e filosofia, continuando poi con le lezioni pomeridiane di poesia, oratoria e storia, compendiate in una sorta di manuale colmo di detti memorabili. Holdsworth fu anche un appassionato collezionista di libri, e alla sua morte lasciò una libreria privata di oltre 10.000 volumi.
Le sue qualità di predicatore lo resero particolarmente celebre in tutta Londra, ottenendo la presidenza della sede della gilda dei religiosi londinesi, il celebre Sion College nel 1639. I suoi sermoni non vennero mai pubblicati con una edizione da lui curata o prodotta e l'edizione pubblicata nel 1651 con il titolo The Valley of Vision fu frutto di alcune annotazioni di seconda mano, e venne per questo disapprovata da Thomas Fuller come non degna della memoria del celebre predicatore. 